# Bob Altemeyer
 (avril 2023).
Si vous disposez d'ouvrages ou d'articles de référence ou si vous connaissez des sites web de qualité traitant du thème abordé ici, merci de compléter l'article en donnant les références utiles à sa vérifiabilité et en les liant à la section « Notes et références ».
Robert Anthony Altemeyer, né le 6 juin 1940 et mort le 7 février 2024, est un psychologue canadien, professeur de psychologie retraité de l'Université du Manitoba. 

## Biographie
Il a défini pour la première fois la personnalité autoritaire de droite en 1981 en tant que raffinement de la théorie de la personnalité autoritaire initiée à l'origine par les chercheurs de l'Université de Californie, Berkeley, Theodor W. Adorno, Else Frenkel-Brunswik, Daniel Levinson et Nevitt Sanford. Il a créé une « échelle d'autoritarisme de droite » ou échelle RWA (Right-Wing Authoritarianism), ainsi que l'échelle d'autoritarisme de gauche ou échelle LWA (Left-Wing Authoritarianism).
Bob Altemeyer a reçu le prix de l'Association américaine pour l'avancement des sciences pour la recherche en sciences du comportement en 1986.
Il meurt le 7 février 2024.

## Publications
Comme auteur ou co-auteur :
- (1981) : Right-Wing Authoritarianism. Winnipeg : University of Manitoba Press.  (ISBN 0-88755-124-6).
- (1988) : Enemies of Freedom: Understanding Right-Wing Authoritarianism. Mississauga : Jossey-Bass.  (ISBN 978-1555420970).
- (1996) : The Authoritarian Specter. Cambridge : Harvard University Press.  (ISBN 0-674-05305-2)[3].
- (1997) : Amazing Conversions: Why Some Turn to Faith and Others Abandon Religion. Amherst : Prometheus Books.  (ISBN 978-1573921473).
- (2006) : Atheists: A Groundbreaking Study of America's Nonbelievers. Amherst : Prometheus Books.  (ISBN 978-1591024132).
- (2006) : The Authoritarians. Winnipeg : Université du Manitoba. (OCLC 191061772).
- (2009) : Sex and Youth: A Twenty-Four Year Investigation. Winnipeg : Université du Manitoba. (OCLC 516955225).